# Ротонда Рождества Девы Марии
Ротонда Рождества Девы Марии (чеш. Rotunda Narození Panny Marie) — романская ротонда, расположенная в чешском поселке Голубице в 13 км к северу от Праги, в районе Прага-Запад Среднечешского края Чехии.

## История
Голубице впервые упоминаются в 1204 году, когда король Пржемысл Отакар I даровал деревню пражскому капитулу. В 30-е годы XIII века в Голубицах была построена ротонда с одной подковообразной апсидой, в дальнейшем были пристроены вторая апсида, готическая колокольня и барочная ризница. В храме сохранились фрески XIV века. Алтарь 1865 г. работы Йозефа Геллиха (чеш. Josef Hellich). 

## Окрестности
В 3,7 км на запад расположено городище Будеч с романской ротондой свв. Петра и Павла. В 5 км на юг находятся развалины готического замка Окорж (XIII—XV вв.)